# Simpsonovi (26. řada)
Dvacátá šestá řada amerického animovaného seriálu Simpsonovi je pokračování dvacáté páté řady tohoto seriálu. Byla premiérově vysílána na americké televizní stanici Fox od 28. září 2014 do 17. května 2015. Řada má celkem 22 dílů.
V Česku měla tato řada premiéru 1. dubna 2015 na stanici Prima Cool. Ta již v závěru předchozí řady uvedla vysílací novinku ve formě šestidílného maratonu a od této řady tento formát zavedla již standardně. Seriál tak odvysílala ve dvou šestidílných a dvou pětidílných blocích: na apríla 1. dubna, na začátku letních prázdnin 1. července, na začátku školního roku 1. září a v Den české státnosti 28. září.
Jako nejlepší díl této řady byl podle webu Screen Rant zvolen díl Simpsorama, spojení mezi dvěma seriály Matta Groeninga, Futurama a Simpsonovi.

## Seznam dílů
| Č. v seriálu | Č. v řadě | Původní název                 | Český název                                 | Režie             | Scénář                            | Premiéra v USA     | Premiéra v ČR    | Produkční kód |
| --- | --------- | ----------------------------- | ------------------------------------------- | ----------------- | --------------------------------- | ------------------ | ---------------- | ------------- |
| 553 | 1         | Clown in the Dumps            | Šáša na odpis                               | Steven Dean Moore | Joel H. Cohen                     | 28. září 2014      | 1. dubna 2015    | SABF20        |
| Krusty už není tak oblíbený a dokonce jeho otec zemře. Tak odejde do důchodu. Líza Simpsonová se boji o zdraví svého otce. |           |                               |                                             |                   |                                   |                    |                  |               |
| 554 | 2         | The Wreck of the Relationship | Na jedné lodi                               | Chuck Sheetz      | Jeff Westbrook                    | 5. října 2014      | 1. dubna 2015    | SABF17        |
| Homer a Bart se na plavbě smíření pokusí vyřešit problémy mezi otcem a synem. |           |                               |                                             |                   |                                   |                    |                  |               |
| 555 | 3         | Super Franchise Me            | Mama Sendvič (Prima) Mama sendvič (Disney+) | Mark Kirkland     | Bill Odenkirk                     | 12. října 2014     | 1. dubna 2015    | SABF19        |
| Když Marge udělá sendviče tak se rozhodne, že si otevře restauraci. Marge hledá zaměstnance, a nakonec zaměstnanci se stane celá rodina Simpsnů dokonce i děda Abe . Restauraci se daří až Cletusovi si naproti otevřou restauraci. Všichni chodí do Cletusovy restaurace, a Margina restaurace neprosvívá. Nakonec obelstí centrárnu a už žijí svým životem. |           |                               |                                             |                   |                                   |                    |                  |               |
| 556 | 4         | Treehouse of Horror XXV       | Speciální čarodějnický díl XXV              | Matthew Faughnan  | Stephanie Gillisová               | 19. října 2014     | 1. dubna 2015    | SABF21        |
| Již tradiční díl charakterizující Halloween, opět rozdělený do tří částí: Škola je peklo – Bart a Líza chodí do pekelné školy. Mechanická žluť – Vočko má nový natahovací gang ve kterém je i Homer, který se ale zamiluje do jedné ženy. Ti druzí – Simpsonovy navštíví jejich dvojníci ze The Tracey Ullman Show, která byla vysílána před 25 lety. |           |                               |                                             |                   |                                   |                    |                  |               |
| 557 | 5         | Opposites A-Frack             | Protiklady se přifrakují                    | Matthew Nastuk    | Valentina L. Garzaová             | 2. listopadu 2014  | 1. dubna 2015    | SABF22        |
| Pan Burns si najde přítelkyni. |           |                               |                                             |                   |                                   |                    |                  |               |
| 558 | 6         | Simpsorama                    | Simpsorama                                  | Bob Anderson      | J. Stewart Burns                  | 9. listopadu 2014  | 1. dubna 2015    | SABF16        |
| Bender z Futuramy cestuje do minulosti zabít Homera Simpsona, protože příšery, které ničí Nový New York mají jeho DNA. |           |                               |                                             |                   |                                   |                    |                  |               |
| 559 | 7         | Blazed and Confused           | Učitel mučitel                              | Rob Oliver        | Carolyn Omineová a William Wright | 16. listopadu 2014 | 1. července 2015 | TABF01        |
| Bart se chce zbavit jeho nového učitele, který je hrozný tyran, proto se ho rozhodne ztrapnit tím, že nezapálí sochu na slavnosti. |           |                               |                                             |                   |                                   |                    |                  |               |
| 560 | 8         | Covercraft                    | Kapela otců                                 | Steven Dean Moore | Matt Selman                       | 23. listopadu 2014 | 1. července 2015 | TABF02        |
| Vočko se popere se sousedem, provozovatelem obchodu s hudebninami King Toot's Music Store, a rvačka skončí zatčením. Líza s Homerem jdou tedy místo toho do velkého obchodu, kde prodavač Homerovi vnutí basovou kytaru. Marge je rozhořčená jeho zaujetím pro kytaru a při stěžování kamarádkám zjistí, že jejich manželé jsou na tom podobně. Dají dohromady garážovou kapelu Covercraft ve složení Apu (zpěv), reverend Lovejoy (kytara), Homer (basa), Kirk Van Houten (klávesy) a doktor Dlaha (bicí). Začínají sbírat drobné úspěchy, ale pak Apu přijme nabídku profesionální rockové skupiny Sungazer, aby nahradil jejich zesnulého zpěváka. Homer chce ze žárlivosti zničit jejich turné, ale rozmyslí si to, když zjistí, že Apu ve své nové popularitě není šťastný. Otráví ostatní členy Sungazeru zkaženými párky a s Apuem vystoupí místo nich Covercraft. |           |                               |                                             |                   |                                   |                    |                  |               |
| 561 | 9         | I Won't Be Home For Christmas | Vánoční vyhazov                             | Mark Kirkland     | Al Jean                           | 14. prosince 2014  | 1. července 2015 | TABF03        |
| Vánoční díl. Marge uhání Homera, aby byl alespoň na Štědrý večer doma včas z práce. Toho ale při zastávce v baru zdrží Vočko, protože nechce být o svátcích sám. Když Homer konečně dorazí domů, Marge už dojte trpělivost a vyhodí ho z domu. Líza s Bartem se ji snaží utěšit a přijde i Vočko, aby se omluvil a přiznal svou vinu na Homerově zdržení. Homer mezitím bloudí vyprázdněným městem, zajde do Kwik-E-Martu, do kina, potká Neda Flanderse. Marge se ho s dětmi vydává hledat nejprve do domova důchodců za dědečkem Abem a nakonec ho najde na náměstí u perníkové chaloupky, aby se udobřili a vrátili domů. |           |                               |                                             |                   |                                   |                    |                  |               |
| 562 | 10        | The Man Who Came to be Dinner | Hádej, kdo nepřijde na večeři               | David Silverman   | Al Jean a David Mirkin            | 4. ledna 2015      | 1. července 2015 | RABF15        |
| Simpsonovi jedou do zábavního parku Dizzneelandu, ale na žádné atrakci se dost nebaví. Dojdou až k pavilonu nadepsaném „Raketa k vaší záhubě“. S překvapením však zjistí, že je to maskovaná vesmírná loď, která je oveze na Rigel 7, domovskou planetu Kanga a Kodose. Po prohlídce planety a místních ceremonií jsou zavřeni do obytné buňky v místní zoologické zahradě. Homer se obětuje k obřadnímu sežrání, aby nemuseli být snědeni ostatní členové rodiny, před obřadem je však unesen zdejší skupinou odboje. Vypráví povstalcům o lidské civilizaci, ale pak se vrátí ke zbytku rodiny, který měl být mezitím obětován místo něho. Královna mimozemšťanů se otráví soustem odkrojeným z Homera a Regiliáni tak zjistí, že jsou Simpsonovi kvůli své nezdravé stravě nepoživatelní. Vrátí je zpět na Zem a vymažou ji návštěvu planety z paměti. |           |                               |                                             |                   |                                   |                    |                  |               |
| 563 | 11        | Bart's New Friend             | Bartův nový kamarád                         | Bob Anderson      | Judd Apatow                       | 11. ledna 2015     | 1. července 2015 | TABF05        |
| Z elektrárny odchází do důchodu Homerův kolega Don, který pracoval jako bezpečnostní dozorce v G7 a dosud za něj dělal i jeho práci. Homer se z náhlé tíhy zodpovědnosti zabere do práce natolik, že se stane workoholikem. Marge se ho snaží aspoň na chvíli uvolnit a rodina vyrazí do cirkusu. Cirkusový hypnotizér z Homera učiní s pomocí hypnózy 10letého kluka, ale přijde ho zatknout policie, jíž unikne a je na útěku. Homer se mezitím chová jako Bartův bratr či kamarád, jde s ním i do školy a spí u něj v pokoji, netouží po návratu k dospělému životu. Mezitím se naštěstí vrátil Don z důchodu, aby opět zastal jeho práci. Policie nakonec hypnotizéra dopadne a přinutí ho, aby Homerovu hypnózu zrušil. Bart však s Homerem uteče do zábavního parku, aby mu ještě umožnil aspoň krátké prodloužení dětství, než je tam oba najdou. |           |                               |                                             |                   |                                   |                    |                  |               |
| 564 | 12        | The Musk Who Fell to Earth    | Vynálezce, jenž spadl z nebe                | Matthew Nastuk    | Neil Campbell                     | 25. ledna 2015     | 1. července 2015 | TABF04        |
| Líza na zahradě krmí ptáčky, když přiletí orel skalní a chová se jako pravý dravec. Rodina ho odchytí, ale pak ho opět vypustí do přírody. Sežehnou ho však motory přistávající rakety geniálního vynálezce Elona Muska. Ten přiletěl do Springfieldu kvůli vyhoření, Líza je z něj nadšená, ale je to nakonec Homer, kdo v něm svými hloupými nápady probudí inspiraci k dalším vynálezům. Homer ho vezme do elektrárny, kde Musk vymyslí vynikající zlepšovací návrh. Pan Burns je nadšen a zaměstná ho, aby pro něj, inspirován Homerem, vymýšlel další využitelné nápady. Ve městě postaví hyperdráhu, všem rozdají elektromobily s autopilotem, to vše napájené elektřinou z Burnsovy jaderné elektrárny. Smithers však Muskovi nedůvěřuje a nakonec se ukáže, že všechny jeho vynálezy spějí k „obětování přítomnosti, abychom se postarali o budoucnost“. Elektrárna prodělává, Burns propustí záměstnance a na město dopadne krize. Burns se neúspěšně pokusí o nájemnou vraždu Muska, ale i Homer prožívá rozčarování a své přátelství a inspirující spolupráci s Muskem se rozhodne ukončit. |           |                               |                                             |                   |                                   |                    |                  |               |
| 565 | 13        | Walking Big & Tall            | Velcí a hrdí                                | Chris Clements    | Michael Price                     | 8. února 2015      | 1. září 2015     | TABF06        |
| Líza napíše novou hymnu po tom, co se ukáže, že původní hymna byla zkopírovaná. |           |                               |                                             |                   |                                   |                    |                  |               |
| 566 | 14        | My Fare Lady                  | Marge taxikářkou                            | Michael Polcino   | Marc Wilmore                      | 15. února 2015     | 1. září 2015     | TABF07        |
| Vočko se stane zaměstnancem jaderné elektrárny a nadřízeným Homera. |           |                               |                                             |                   |                                   |                    |                  |               |
| 567 | 15        | The Princess Guide            | Průvodce pro princeznu                      | Timothy Bailey    | Brian Kelley                      | 1. března 2015     | 1. září 2015     | TABF08        |
| Do Springfieldu přijede Nigerská princezna Kemi. Homer dostane za úkol se o ni postarat. Princezna se však mezitím stihne zamilovat do Vočka |           |                               |                                             |                   |                                   |                    |                  |               |
| 568 | 16        | Sky Police                    | Nebeský polda                               | Rob Oliver        | Matt Selman                       | 8. března 2015     | 1. září 2015     | TABF09        |
| Šerif Wiggum omylem dostane jetpack, a rozhodne se, že jej využije k potírání zločinu. Poté, co kvůli nárazu zničí kostel, se Marge s ostatními věřícími rozhodne vyhrát v blackjacku, aby kostel zachránila. |           |                               |                                             |                   |                                   |                    |                  |               |
| 569 | 17        | Waiting for Duffman           | Čekání na Duffmana                          | Steven Dean Moore | John Frink                        | 15. března 2015    | 1. září 2015     | TABF10        |
| Když Duffman po operaci kyčelního kloubu odejde do důchodu, vyhlásí společnost soutěž o jeho místo, kterou Homer vyhraje. Když je po něm požadováno, aby byl v práci střízlivý, zjistí, že pivo není k životu tak potřebné. |           |                               |                                             |                   |                                   |                    |                  |               |
| 570 | 18        | Peeping Mom                   | Matka na stráži                             | Mark Kirkland     | John Frink                        | 19. dubna 2015     | 28. září 2015    | TABF11        |
| Bartovi se stane nehoda, když dělá své lumpárny. Marge ho potom všude sleduje. |           |                               |                                             |                   |                                   |                    |                  |               |
| 571 | 19        | The Kids Are All Fight        | Děcka jsou ve při                           | Bob Anderson      | Rob LaZebnik                      | 26. dubna 2015     | 28. září 2015    | TABF12        |
| V tomto díle se objeví čtyřletý Bart a dvouletá Líza. |           |                               |                                             |                   |                                   |                    |                  |               |
| 572 | 20        | Let's Go Fly a Coot           | Letecký hrdina                              | Chris Clements    | Jeff Westbrook                    | 3. května 2015     | 28. září 2015    | TABF13        |
| Tento díl vypráví o Abrahamu Simpsonovi. |           |                               |                                             |                   |                                   |                    |                  |               |
| 573 | 21        | Bull-E                        | Šikanátor                                   | Lance Kramer      | Tim Long                          | 10. května 2015    | 28. září 2015    | TABF15        |
| Marge přesvědčí město udělat proti šikaně legislativu. |           |                               |                                             |                   |                                   |                    |                  |               |
| 574 | 22        | Mathlete's Feat               | Matleti ze Springfieldu                     | Michael Polcino   | Michael Price                     | 17. května 2015    | 28. září 2015    | TABF16        |
| Líza se stane součástí matematického týmu. |           |                               |                                             |                   |                                   |                    |                  |               |

## Zajímavosti
- Protože v říjnu 2013 zemřela herečka Marcia Wallaceová, která dabovala učitelku Ednu Krabappelovou, tvůrci seriálu oznámili, že její postava opustí seriál a v této řadě se už neobjeví.[9][10]
- Díl Simpsorama se inspiruje seriálem Futurama, jejímž autorem je také Matt Groening. Jedná se o crossover mezi těmito dvěma seriály.
- Hned v úvodním dílu Šáša na odpis zemřela jedna postava ze seriálu.
- V dílu Hádej, kdo nepřijde na večeři jdou Simpsonovi do zábavního parku, kde nastoupí do rakety, která je donese na domovskou planetu Kanga a Kodose – Rigel 7.[11]
- V dílu Bartův nový kamarád, kterou před lety napsal Judd Apatow, si Homer po zhypnotizování myslí, že mu je 10 let, začne se kamarádit s Bartem a nechce se vrátit k dospělému životu.[12][13]
- V období premiérového vysílání české verze této řady zemřel Bedřich Šetena, který propůjčil hlas panu Burnsovi.[14]